# Synixais banksi
Synixais banksi är en skalbaggsart som beskrevs av Stefan von Breuning 1938. Synixais banksi ingår i släktet Synixais och familjen långhorningar. Inga underarter finns listade i Catalogue of Life.